# خواهر دوقلو
خواهر دوقلو (انگلیسی: The Twin Sister) یک فیلم کمدی صامت کوتاه به کارگردانی آرتور هاتلینگ است که در سال ۱۹۱۵ منتشر شد. از بازیگران این فیلم می‌توان به اولیور هاردی و می هاتلی اشاره کرد.